# مكسيم داداشيف
مكسيم كايخانوفيتش داداشيف (30 سبتمبر 1990 - 23 تمّوز/يوليو 2019) كان ملاكمًا روسيًّا محترفًا في فئة الوزن المتوسط (63.5 كجم)؛ حيث شارك في الألعاب الأوروبية لعام 2015 كما نال جائزة بطولة الهواة الروسية في الملاكمة.

## المسيرة المهنيّة
تخرّج مكسيم من جامعة محليّة في روسية ثمّ بدأَ مسيرتهُ المهنيّة في مجال الملاكمة في وقتٍ مُبكّرٍ فتمكّن في عام 2015 منَ الوصول إلى مرحلة متقدمة في الألعاب الأوروبية بعدما تغلّب على عددٍ من الملاكمين في مُختلف الأدوار الأوليّة ما أكسبهُ شهرة كبيرة نوعًا ما على المُستوى الدولي. بعد الألعاب الأوروبية؛ قرّر داداشيف الانتقال إلى الملاكمة الاحترافية، وفي 20 تمّوز/يوليو 2019 دخلَ مكسيم في نزالٍ قويّ مع المُلاكِم البورتوريكي سابرياس ماتياس وتواصلَ النزال إلى الجولة الحادية عشرة قبل أن يوقف الحكم المباراة بطلبٍ من مدرب داداشيف بعدما كان قد أُنهكَ كثيرًا على إثرِ اللكمات القويّة التي تلقاها من خصمه. في طريقه إلى غرفة خلع الملابس؛ شعر داداشيف بالدوار فسقطَ مغميًا عليه فنُقل على الفور إلى المستشفى لتلقّي العلاج الضروري. تبيّن في وقتٍ لاحق أنّ الملاكم الروسي يُعاني من وذمة دماغية فخضعَ فيما بعد لما يُعرف بنقبِ الجمجمة، لكنّ العمليّة الجراحية لم تنفع معَ جسده حيثُ فارقَ الحياة في 23 تمّوز/يوليو متأثرًا بالجراح الخطيرة التي كانَ قد أُصيب بها خِلال النزال مع نظيره البورتريكي.

## النتائج الرياضية

### الهواة
- بطولة العالم للناشئين لعام 2008 -
- بطولة الملاكمة الروسية 2010 -
- بطولة الملاكمة الروسية 2012 -
- بطولة الملاكمة الروسية 2013 -

### الاحتراف
| المُباراة | النتيجة | سجّل المُلاكم | المنافس         | طريقة الفوز    | الحلبة                   | المكان           | التاريخ                     | تعليق                        |  |
| -------- | ------- | ----------- | --------------- | -------------- | ------------------------ | ---------------- | --------------------------- | ---------------------------- |  |
| 14       | خسارة   | 13-1        | سابريال ماتياس  | الضربة القاضية | حلبة إم جي إم            | الولايات المتحدة | 19 تموز/يوليو 2016          | تصفيات إيه بي إف             |  |
| 13       | فوز     | 13-0        | ريكي سيسموندو   | الضربة القاضية |                          | الولايات المتحدة | 23 آذار/مارس 2019           |                              |  |
| 12       | فوز     | 12-0        | أنطونيو ديماركو | قرار بالإجماع  |                          | الولايات المتحدة | 20 أكتوبر 2018              | دافعَ عن لقب البطل            |  |
| 11       | فوز     | 11-0        | دارلييس بيريز   | الضربة القاضية | إم جي إم غراند لاس فيغاس | الولايات المتحدة | 09 يونيو/حزيران 2018        | فاز بلقب إن إيه بي إف الشاغر |  |
| 10       | فوز     | 10-0        | رميريز          | قرار بالإجماع  | مركز ستاب هاب            | الولايات المتحدة | 20180310                    |                              |  |
| 9        | فوز     | 9-0         | كلارنس بوث      | الضربة القاضية | حلبة مارت                | الولايات المتحدة | 11 نوفمبر/تشرين الثاني 2017 |                              |  |
| 8        | فوز     | 8-0         | خوسيه ماروفو    | الضربة القاضية | حلبة مايكروسوفت          | الولايات المتحدة | 05 سبتمبر 2017              |                              |  |
| 7        | فوز     | 7-0         | بلال مخاسن      | الضربة القاضية | حلبة ستاب هاب            | الولايات المتحدة | 22 نيسان/أبريل 2017         |                              |  |
| 6        | فوز     | 6-0         | جيروم رودريجيز  | الضربة القاضيّة | حلبة لودج للرياضيين      | الولايات المتحدة | 27 كانون الثاني/يناير 2017  |                              |  |
| 5        | فوز     | 5-0         | إيفرين كروز     | الضربة القاضية | حلبة لاس فيغاس           | الولايات المتحدة | 26 نوفمبر 2016              |                              |  |
| 4        | فوز     | 4-0         | إدي دياز        | قرار بالإجماع  | حلبة لودج للرياضيين      | الولايات المتحدة | 14 سبتمبر 2016              |                              |  |
| 3        | فوز     | 3-0         | جيسون جافينو    | الضربة القاضية | حلبة رواد                | الولايات المتحدة | 16 آب/أغسطس 2016            |                              |  |
| 2        | فوز     | 2-0         | راشد بوجار      | الضربة القاضية | حلبة لودج للياضيين       | الولايات المتحدة | 15 أيّار/مايو 2016           |                              |  |
| 1        | فوز     | 1-0         | دارين هامبتون   | الضربة القاضية |                          | الولايات المتحدة | 02 نيسان/أبريل 2016         | أوّل مباراة رسميّة للملاكم     |  |

## السيرة الشخصية
حسب القومية فهو من الـ Lezgins. ولد في مدينة لينينغراد، حيث بدأ بتعلم الملاكمة. درس مع مدربه الأول أوليج سوكولوف لمدة 12 عامًا  . تخرج من جامعة البلطيق الحكومية التقنية «VoenMekh» التي سميت على اسم د.ف. اوستينوف  .
في عام 2007م، أصبح داداشيف بطل روسيا بين الشباب. وفي نفس العام، بعد أن فقد وعيه، انتهى به المطاف في العناية المركزة، لكنه تعافى بسرعة وعاد إلى ممارسة الرياضة. في عام 2008م حاز لقب بطل العالم بين الشباب .
في عامي 2010 و 2012 حصل على الميدالية البرونزية في بطولة روسيا، وفي عام 2013 حصل على الميدالية الفضية في البطولة الوطنية . في دورة الألعاب الأوروبية لعام 2015 في نهائيات 1/8 في المعركة ضد دين والش، إذ كانت لديه ميزة ساحقة، حيث أنه قام بإسقاط الخصم من الجولة الأولى. لكن الحكام اختلفوا في قرار منح الفوز لـ وولش. تم استبعاد الحكام لاحقًا، لكن هذا لم يؤثر على نتيجة القتال. بعد الألعاب الأوروبية، قرر داداشيف الانتقال إلى الملاكمة المحترفة.
كان الهدف الرئيسي لداداشيف هو الحصول على البطاقة الخضراء والانتقال إلى الولايات المتحدة مع عائلته. في عام 2016، وقّع عقدًا مع شركة «Top Rank»  . في 2 أبريل 2016، خاض داداشيف معركته الأولى في الحلبة الاحترافية ضد دارين هامبتون (1-3 ، 1 ضربة قاضية ) وفاز بهذه المعركة بالضربة القاضية في الجولة الأولى.
في 9 يونيو 2018، جرت معركة داداشيف الحادية عشرة في الحلبة الاحترافية. بحلول ذلك الوقت، حقق 10 انتصارات في 10 لقاءات في حسابه الشخصي، فاز بـ 9 منها بالضربة القاضية. كان خصمه الكولومبي دارليس بيريز ، بطل العالم المحترف السابق في رابطة الملاكمة العالمية (33-3-2 ، 21 نقطة). كان عنوان NABF الشاغر على المحك. فاز داداشيف فنياً بالضربة القاضية في الجولة العاشرة وفاز بلقب البطولة .
في 20 أكتوبر من نفس العام، في المواجهة التالية، واجه داداشيف ، الذي دافع عن لقبه ، المكسيكي أنطونيو دي ماركو ، بطل العالم السابق في WBC (33-6-1 ، 24 خروج المغلوب). انتهت المعركة التي دامت 10 جولات بفوز داداشيف بقرار إجماعي من الحكام والحفاظ على لقب بطل الملاكم الروسي. في 23 مارس 2019 ، هزم داداشيف الفلبيني ريكي سيسموندو ، مما سمح لماكسيم بأن يصبح ثالثًا في ترتيب الاتحاد الدولي للملاكمة والرابع في تصنيف WBC  .

### المواجهة الأخيرة والأيام الأخيرة
في 19 يوليو 2019 ، دخل ماكسيم داداشيف الحلبة في مباراة تأهيلية على لقب المنافس الإلزامي على لقب الاتحاد الدولي للملاكمة في وزن الوسط الأول ، ضد البورتوريكي صبرييل ماتياس ، الذي لم تكن له أي هزائم في ذلك الوقت (13-0 ، 13 بالضربة القاضية). في الجولة الحادية عشرة ، أوقفت المواجهة داداشيف لثوان، حيث أضاع الملاكم الروسي الكثير من اللكمات النظيفة ولم يتحكم في مسار القتال   . في الطريق إلى غرفة خلع الملابس ، مرض داداشيف ، وتم نقله إلى المستشفى على وجه السرعة بسبب الوذمة الدماغية المشتبه بها. في وقت لاحق، خضع الملاكم لحجر القحف. تم وضعه في غيبوبة طبية .
في 23 تموز / يوليو 2019 توفي الملاكم عن عمر يناهز 29 عامًا متأثرًا بجروح أصيب بها خلال قتاله الأخير. تاركا وراءه زوجته وابنه. فيما تعهد اتحاد الملاكمة الروسي بدفع معاش تقاعدي مدى الحياة للأسرة  ، وتغطية تكاليف نقل الجثمان والجنازة. أيضًا، بدأ اتحاد الملاكمة، جنبًا إلى جنب مع لجنة ولاية ماريلاند الرياضية، تحقيقًا في أسباب وفاته.

تسبب موت داداشيف في إحداث صدى كبير. قدم عدد من الرياضيين والمدربين المشهورين ( كونستانتين تسزيو ونيكولاي فالويف وألكسندر شليمينكو ودينيس ليبيديف وآرتور بيتربييف وآخرين) تعازيهم لأسرة المتوفى وأدلوا بآرائهم في أسباب وفاته. عبّر صبرييل ماتياس، خصم داداشيف في المواجهة الأخيرة، عن الأمر قائلاً:
| « | لقد دمرني موت مكسيم للتو ، لا أحد مستعد للموت في مثل هذه الحالة. ندخل الحلبة لإعالة عائلاتنا. تطير عاليا أيها المحارب! ارقد بسلام يا مكسيم. | » |

دفن مكسيم داداشيف في 4 أغسطس في الجزء الإسلامي من مقبرة مدينة بيتيرچوف.
وفقًا لأوليغ سوكولوف ، مدرب داداشيف الأول ، فإن سبب المأساة قد يكون مشاكل صحية وسوء فحص طبي قبل القتال. يعتقد البطل الأوروبي والعالمي والأولمبي إيغور ميخونتسيف أن فريق داداشيف استجاب متأخراً للغاية لمشاكل واضحة في حالة الملاكم  .
في 23 أغسطس 2019 ، في اجتماع لكونغرس الاتحاد الأوراسي للملاكمة المحترفة في مدينة تشيليابينسك الروسية، كُرّم داداشيف بعد وفاته بالميدالية الذهبية للاتحاد. تم قبول الميدالية من قبل مدير الملاكم إيجيس كليماس والمدرب Buddy McGirt.

## روابط خارجية
- مكسيم داداشيف على موقع بوكس ريك (الإنجليزية) (registration required)